# Église Saint-Nicolas de Paray-le-Monial
Pour les articles homonymes, voir Église Saint-Nicolas.
L'église Saint-Nicolas de Paray-le-Monial est une église située sur le territoire de la commune de Paray-le-Monial dans le département français de Saône-et-Loire et la région Bourgogne-Franche-Comté.

## Historique
Elle fait l'objet d'une inscription au titre des monuments historiques depuis le 15 mars 1950.